# Núcleos da rafe

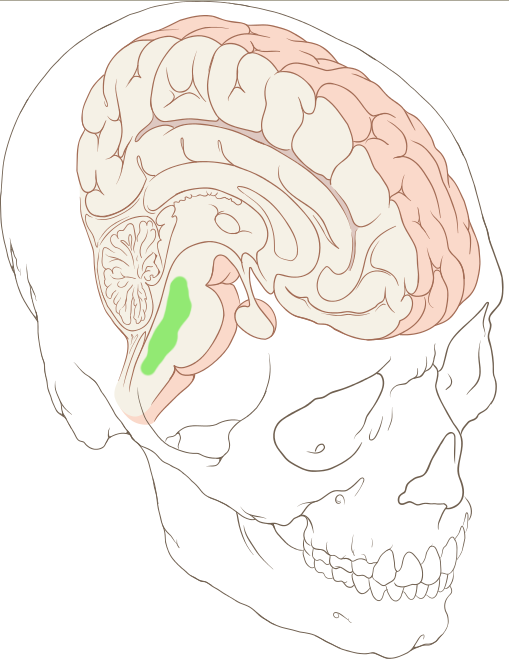
Localização dos núcleos da rafe no crânio (a verde)

Os núcleos da rafe são núcleos encontrados no tronco cerebral. Sua principal função é a secreção de serotonina para o resto do cérebro.
Há diversos núcleos da rafe:
- Núcleo escuro da rafe
- Núcleo pálido da rafe
- Núcleo magno da rafe
- Núcleo pontino da rafe
- Núcleo médio da rafe
- Núcleo dorsal da rafe
- Núcleo caudal linear